# NGC 3665
NGC 3665 est une galaxie lenticulaire située dans la constellation de la Grande Ourse. NGC 3665 a été découverte par l'astronome germano-britannique William Herschel en 1789.

## Caractéristiques
NGC 3665 présente un jet d'onde radio.

### Distance
Sa vitesse par rapport au fond diffus cosmologique est de 2 327 ± 19 km/s, ce qui correspond à une distance de Hubble de 34,3 ± 2,4 Mpc (∼112 millions d'al).
À ce jour, six mesures non basées sur le décalage vers le rouge (redshift) donnent une distance de 24,850 ± 6,234 Mpc (∼81,1 millions d'al), ce qui est à l'extérieur des valeurs de la distance de Hubble. Notons que c'est avec la valeur moyenne des mesures indépendantes, lorsqu'elles existent, que la base de données NASA/IPAC calcule le diamètre d'une galaxie et qu'en conséquence le diamètre de NGC 3665 pourrait être d'environ 35,0 kpc (∼114 000 al) si on utilisait la distance de Hubble pour le calculer.

### Morphologie
NGC 3665 a été utilisée par Gérard de Vaucouleurs comme une galaxie de type morphologique E(dust-lane) dans son atlas des galaxies,.

## Supernova
La supernova SN 2002hl a été découverte dans NGC 3665 par l'astronome amateur écossais Tom Boles le 4 novembre 2002. Cette supernova était de type Ia,.

## Groupe de NGC 3665
NGC 3665 est la galaxie la plus brillante et la plus grosse d'un groupe de galaxies qui porte son nom. Le groupe de NGC 3665 est formé de sept membres, soit NGC 3648, NGC 3652, NGC 3658, NGC 3665, UGC 6146, UGC 6428 et UGC 6433.
Dans un article paru en 1998, Abraham Mahtessian mentionne aussi l'existence de ce groupe, mais il n'y figure que les quatre galaxies du catalogue NGC auquel il ajoute la galaxie UGC 6517 qui est notée 1129+3658 abréviation de CGCG 1122.3+3658.